# Misure EMF

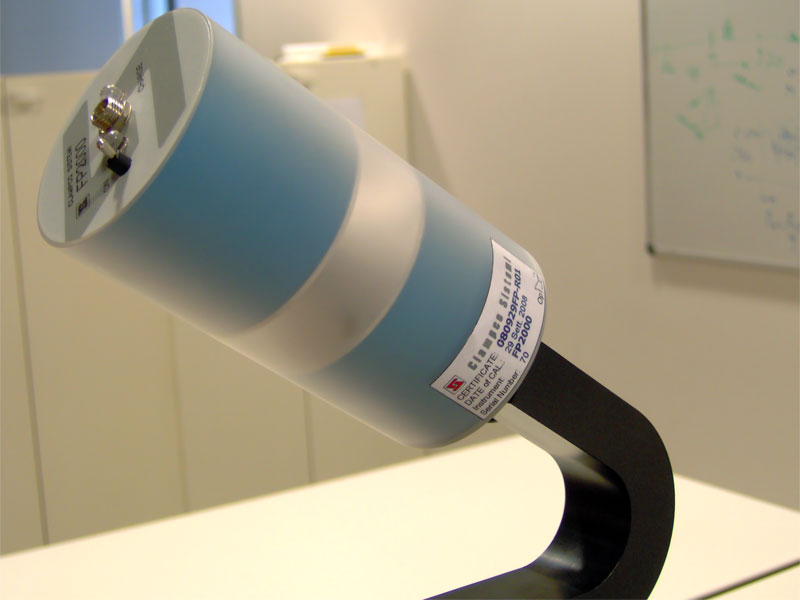
Sonda di campo elettrico FP2000 (range 100 kHz – 2500 MHz)

Le misure EMF o di campo elettromagnetico (Electromagnetic Field)  sono misure realizzate con particolari sonde e sensori. Queste sonde possono in generale essere considerate delle antenne benché vengano progettate con differenti caratteristiche. Infatti le sonde non devono perturbare il campo elettromagnetico e devono prevenire ogni tipo di accoppiamento e riflessione per ottenere una misura precisa ed affidabile.
Le misure EMF stanno diventando sempre più importanti e diffuse in innumerevoli contesti per determinare l'esposizione ambientale e umana alla radiazione non ionizzante.
Secondo una prima classificazione, si possono distinguere due tipologie di misure EMF:
- misure a larga-banda (broadband) realizzate utilizzando una sonda a larga banda, che è un dispositivo che identifica ogni segnale compreso in un'ampia gamma di frequenze ed è generalmente realizzata con tre diodi rivelatori
- misure selettive in frequenza, nelle quali il sistema di misura consiste in un'antenna e un ricevitore selettivo o un analizzatore di spettro che permette di monitorare la gamma di frequenze di interesse.

Le sonde variano anche a seconda del tipo di misura che si intende effettuare.

## Misure ideali isotropiche

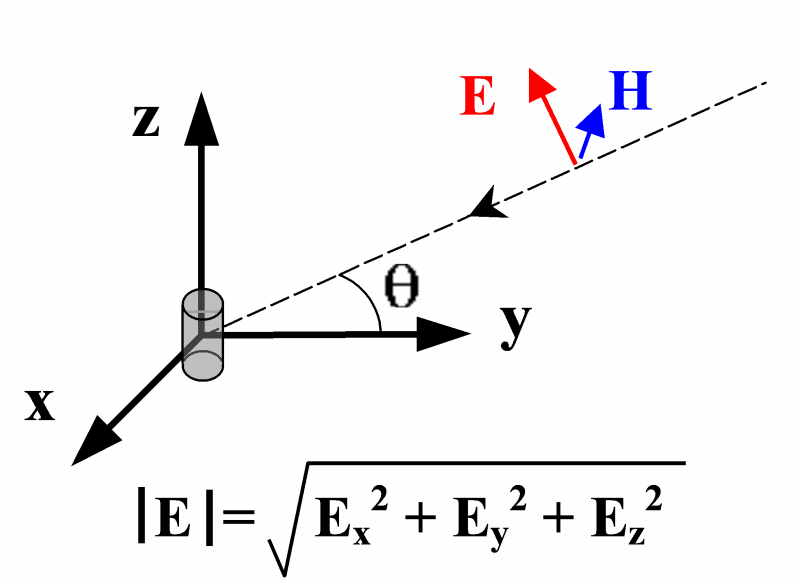
Proiezioni del campo E in un sistema di riferimento ortogonale

In questo caso le misure di EMF sono ottenute utilizzando un sensore di campo elettrico (E) o di campo magnetico (H) che può essere isotropico o mono-assiale, attivo o passivo.
Un sensore mono-assiale omnidirezionale, è un dispositivo che rileva il campo elettrico (nel qual caso è del tipo cosiddetto a dipolo corto) o il campo magnetico polarizzato linearmente in una determinata posizione.
L'utilizzo di una sonda mono-assiale implica dover eseguire tre misure distinte, ciascuna con l'asse del sensore posto lungo tre direzioni ortogonali, in una configurazione X, Y, Z.  Ad esempio si può utilizzare una sonda che rileva la componente del campo elettrico parallela alla direzione del proprio asse di simmetria. In queste condizioni, detta E l'ampiezza del campo elettrico incidente, e θ l'ampiezza dell'angolo tra l'asse del sensore e la direzione del campo elettrico, il segnale rilevato è del tipo | E | cosθ (a destra).
In questo modo è possibile ottenere l'ampiezza totale del campo nella forma:
{\displaystyle |E|={\sqrt {E_{x}^{2}+E_{y}^{2}+E_{z}^{2}}}}
o, nel caso del campo Magnetico
{\displaystyle |H|={\sqrt {H_{x}^{2}+H_{y}^{2}+H_{z}^{2}}}}

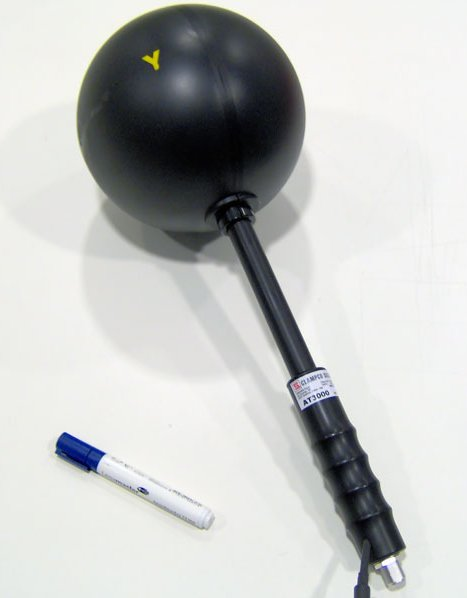
Antenna isotropica AT3000 (sonda passiva, 20 MHz – 3000 MHz)

Una sonda isotropica (tri-assiale) semplifica la procedura di misurazione perché il valore del campo totale è determinato con tre misure prese senza la necessità di modificare la posizione del sensore: questo è possibile per la geometria del dispositivo che è costituito da tre sensori larga-banda indipendenti posti in direzioni ortogonali. Sostanzialmente l'uscita di ciascun elemento di misura è calcolata in tre intervalli di tempo consecutivi, nell'ipotesi di stazionarietà nel tempo dei componenti del campo.

## Sensori attivi e passivi
I sensori attivi sono dispositivi che contengono componenti attivi; in generale questa soluzione consente misure più precise rispetto a componenti passivi. Infatti un sensore o antenna passiva capta energia dal campo elettromagnetico misurato e la rende disponibile a un connettore per cavo RF. Questo segnale quindi andrà ad un analizzatore di spettro, ma le caratteristiche del campo potrebbero essere modificate dalla presenza del cavo, in particolare nelle condizioni di campo-vicino.
D'altra parte una soluzione più efficiente può consistere nel trasferire su una portante ottica le componenti di campo elettrico o magnetico rilevate dalla sonda.

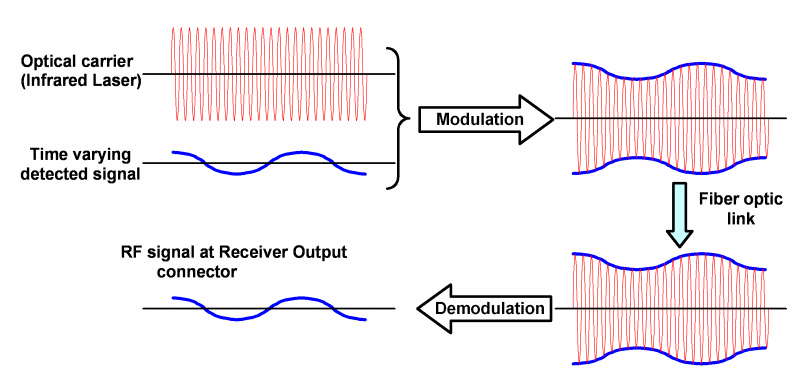

I componenti base del sistema sono un'antenna ricevente elettro-ottica che può trasferire su una portante ottica le componenti di campo elettrico o magnetico che saranno poi disponibili come segnale elettrico all'uscita di un convertitore optoelettronico.
La portante ottica modulata è trasferita tramite un link in fibra ottica a un convertitore che estrae il segnale modulante e lo riconverte in segnale elettrico. Il segnale elettrico così ottenuto può quindi essere trasferito a un analizzatore di spettro con un cavo RF comune a 50 Ω.

## Deviazione isotropica

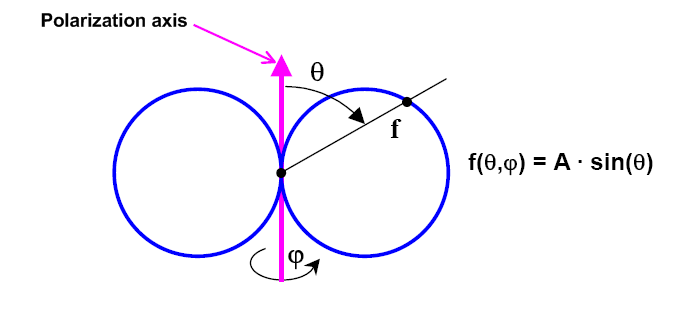
Diagramma di radiazione di dipolo corto

La deviazione isotropica, nelle misure EMF, è un parametro che descrive l'accuratezza nella misura delle intensità di campo indipendentemente dall'orientazione della sonda.
Se il campo è ottenuto da tre misure in una configurazione ortogonale X, Y, Z nella forma:
{\displaystyle |E|={\sqrt {E_{x}^{2}+E_{y}^{2}+E_{z}^{2}}}}
Una condizione sufficiente perché l'espressione sia vera per ogni terna di coordinate ortogonali (X,Y,Z) è che il diagramma di radiazione della sonda sia il più vicino possibile al diagramma del dipolo corto, chiamato sin(θ):
{\displaystyle f(\theta ,\phi )=A\cdot \sin(\theta )}
dove A è funzione della frequenza. La differenza tra il diagramma di radiazione ideale del dipolo e quello reale della sonda è chiamata deviazione isotropica.